# 中川 (大阪市)
中川（なかがわ）は、大阪府大阪市生野区にある町名。現行行政地名は中川一丁目から中川六丁目。

## 地理
生野区の北部に位置し、東に新今里、東の南側に中川東、西に中川西、南に巽北と接している。

## 世帯数と人口
2019年（平成31年）3月31日現在の世帯数と人口は以下の通りである。
| 丁目       | 世帯数    | 人口    |
| ---------- | --------- | ------- |
| 中川一丁目 | 696世帯   | 873人   |
| 中川二丁目 | 752世帯   | 1,578人 |
| 中川三丁目 | 438世帯   | 821人   |
| 中川四丁目 | 622世帯   | 1,221人 |
| 中川五丁目 | 258世帯   | 502人   |
| 中川六丁目 | 431世帯   | 753人   |
| 計         | 3,197世帯 | 5,748人 |

### 人口の変遷
国勢調査による人口の推移。
| 1995年（平成7年）  | 6,724人 | [ 5 ] |  |
| 2000年（平成12年） | 6,187人 | [ 6 ] |  |
| 2005年（平成17年） | 6,151人 | [ 7 ] |  |
| 2010年（平成22年） | 6,164人 | [ 8 ] |  |
| 2015年（平成27年） | 6,034人 | [ 9 ] |  |

### 世帯数の変遷
国勢調査による世帯数の推移。
| 1995年（平成7年）  | 2,508世帯 | [ 5 ] |  |
| 2000年（平成12年） | 2,401世帯 | [ 6 ] |  |
| 2005年（平成17年） | 2,454世帯 | [ 7 ] |  |
| 2010年（平成22年） | 2,734世帯 | [ 8 ] |  |
| 2015年（平成27年） | 2,776世帯 | [ 9 ] |  |

## 事業所
2016年（平成28年）現在の経済センサス調査による事業所数と従業員数は以下の通りである。
| 丁目       | 事業所数  | 従業員数 |
| ---------- | --------- | -------- |
| 中川一丁目 | 22事業所  | 209人    |
| 中川二丁目 | 58事業所  | 357人    |
| 中川三丁目 | 14事業所  | 79人     |
| 中川四丁目 | 75事業所  | 274人    |
| 中川五丁目 | 39事業所  | 893人    |
| 中川六丁目 | 65事業所  | 374人    |
| 計         | 273事業所 | 2,186人  |

## 交通
- 大阪府道173号大阪八尾線（今里筋）

## 施設
- 大阪市立大池中学校
- 大阪市立中川小学校
- 生野中央病院
- 生野中川一郵便局
- りそな銀行 生野支店
- 関西みらい銀行 生野中央支店
- 大阪厚生信用金庫 生野支店

## ゆかりのある人物
- 船井哲良（船井電機創業者） - 住所が中川3丁目[11]。

## その他

### 日本郵便
- 〒544-0005[3]（集配局：生野郵便局[12]）